# Hotel Weissenstein

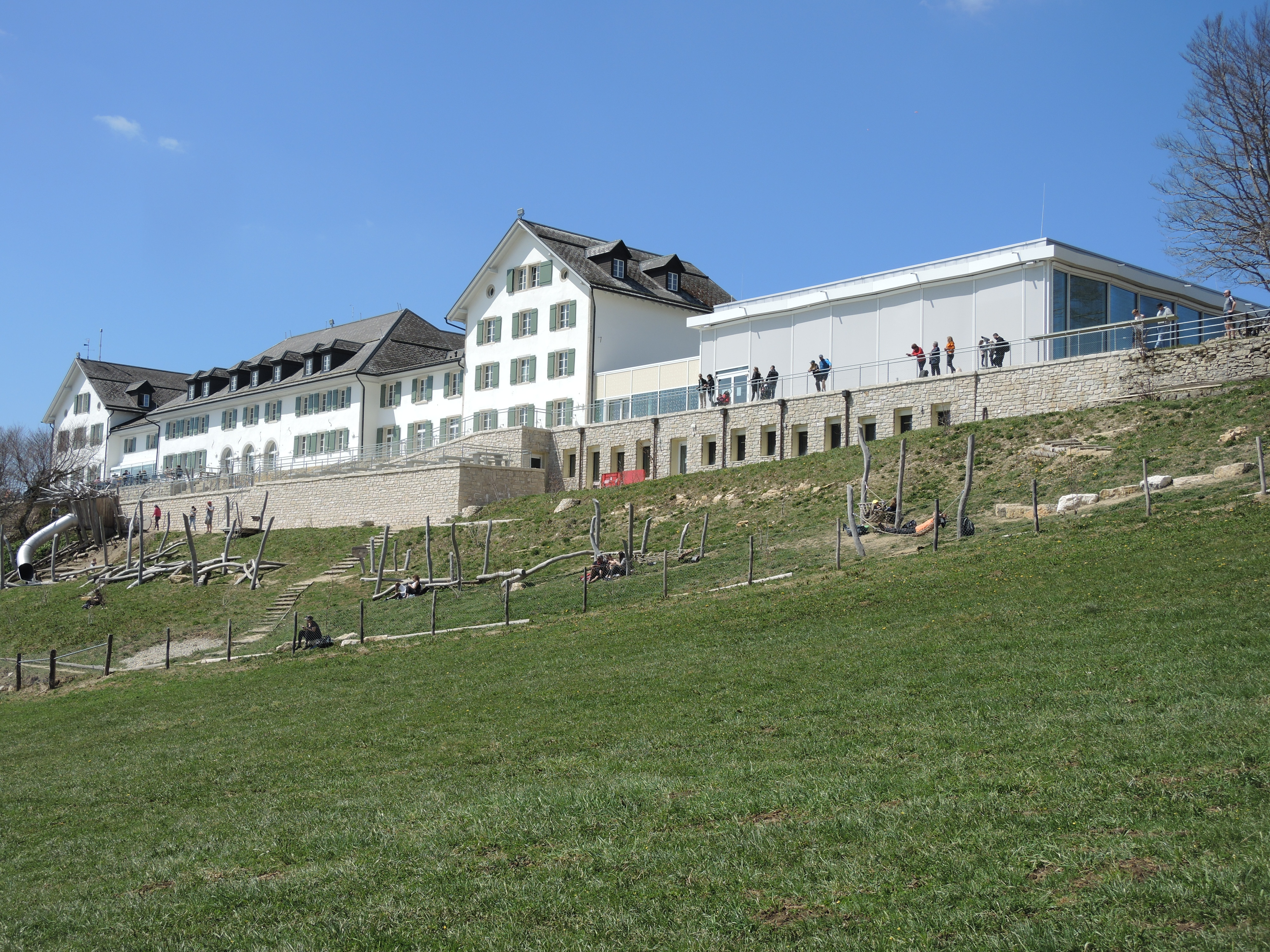
Das Kurhaus Weissenstein im April 2021

Kurhaus Weissenstein im 19. Jh.

Gründer Kottmann

Das Hotel Weissenstein (bis 2016: Kurhaus Weissenstein) ist ein Gebäude in Oberdorf im Kanton Solothurn. Es befindet sich auf dem Weissenstein, einem Bergrücken nördlich der Stadt Solothurn und liegt auf einer Höhe von 1284 m ü. M.
Das Kurhaus ist unter der Nummer 4632 in der Liste der Objekte im Kanton Solothurn als Kulturgut von regionaler Bedeutung eingetragen.

## Geschichte
Das Kurhaus wurde 1827/1828 auf Initiative des Arztes Johann Baptist Carl Kottmann teils mit Spendengeldern errichtet. Schwerpunkt war die Behandlung von Patienten mit Hautausschlägen, Entzündungen der Atmungs- oder Verdauungsorgane oder die unter «Reizung der Nerven» litten, angewendet wurden dabei «Heilkräfte» von Milch, Molken und Bergluft.
1862–1867 erfolgte eine Erweiterung um zwei Seitenflügel. Im Rahmen dieser wurde die Westseite des Gebäudes zur Restauration für Touristen mit Bier- und Weinkeller sowie Restaurant. Der mittlere Teil blieb weiterhin den Kurgästen vorbehalten. Im Ost-Trakt wurden Gästezimmer untergebracht, 1876 wurde im Anschluss daran eine Trinkhalle erbaut. Im 19. Jahrhundert war das Kurhaus von Mai bis Oktober geöffnet, seit der Eröffnung der Solothurn-Münster-Bahn 1908 ganzjährig.
1951 wurde eine Südterrasse angebaut sowie die Sesselbahn Oberdorf–Weissenstein nach dem System Von Roll in Betrieb genommen welche 2010 stillgelegt werden musste. Die Zeit bis zur Inbetriebnahme der neuen Gondelbahn Ende 2014 wurde mittels Postauto überbrückt.
Alterungsbedingt wurde 1984 ein grosser Umbau beschlossen, nach zweijähriger Umbauzeit wurde das Kurhaus 1987 wiedereröffnet.
Nach 25 Jahren befand sich das Kurhaus wieder teilweise in sehr schlechtem Zustand. Seit 2015 sind neue Besitzer am Werk, das Haus wiederzubeleben. 2016 wurden konkrete Pläne zu einer Totalsanierung bekannt, und die ersten Hürden wurden genommen. Im September 2017 fand der Spatenstich für den Umbau statt. Seit April 2018 war das Haus geschlossen. Die Wiedereröffnung fand mit einem grossen Fest vom 1.–4. August 2019 statt. Auf der Ostseite des Gebäudes wurde eine neue Panorama-Halle erbaut für Tagungen und grössere Anlässe.